# Анти-Катинь

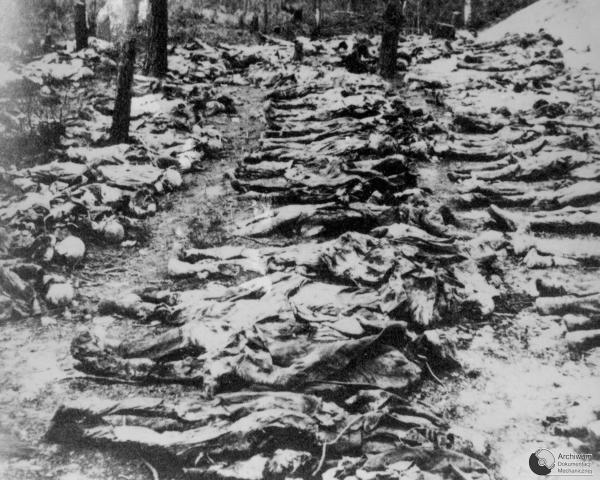
Ексгумація тіл жертв катинського розстрілу, РРФСР, 1943

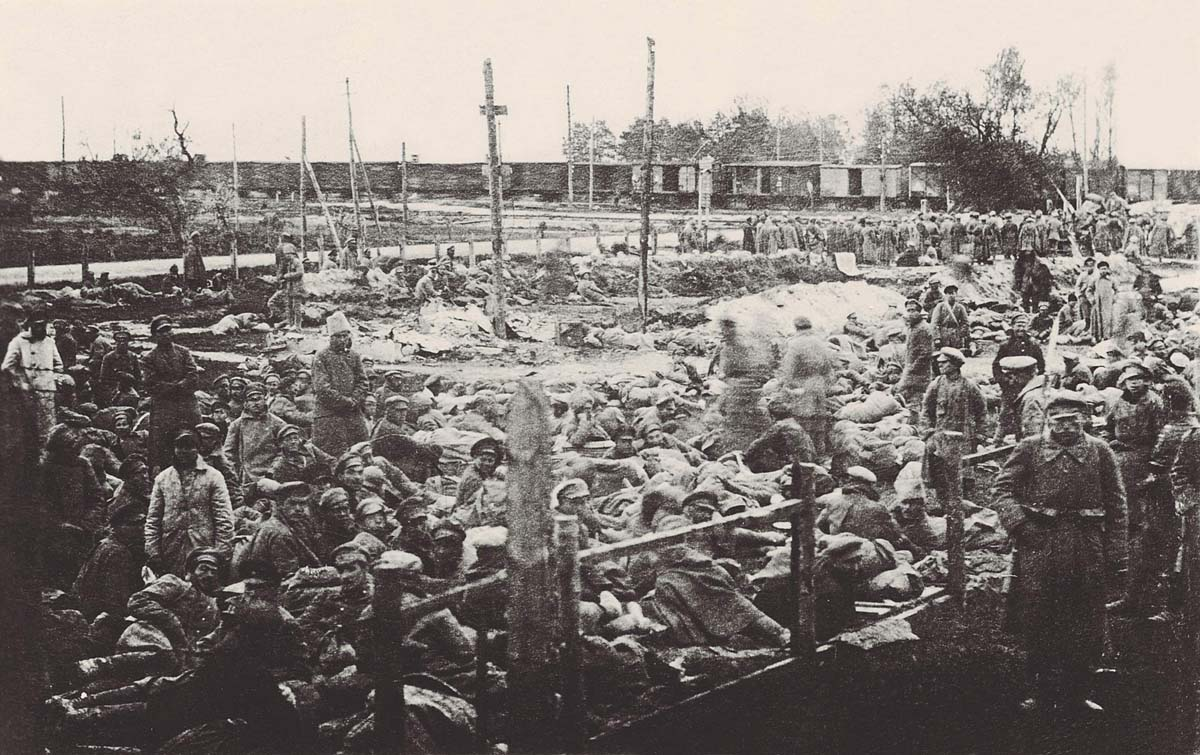
Радянські полонені поблизу містечка Радзимін, Польща

Анти-Катинь — радянська та російська пропагандистська кампанія, спрямована на приховання «Катинського розстрілу» 1940 року — коли приблизно 22000 польських громадян були вбиті НКВС за наказом Йосипа Сталіна. Стрижнем кампанії є згадування про загиблих в Польщі росіян після Польського походу Червоної армії 1920 року. Головною метою кампанії є показати, що хоча Сталін і здійснював масові вбивства, проте подібні злочини здійснювались і проти росіян.
«Анти-Катинь» як акція вперше з'явилася приблизно в 1990 році, в час, коли радянський уряд визнав, що раніше намагався приховати свою відповідальність за катинські вбивства, стверджуючи, що це було скоєно нацистською німецькою армією після початку операції Барбаросса.

## Загиблі в польському поході
У польському полоні перебувало близько 80-85 тисяч росіян. За польськими даними, за час полону померло 16-17 тисяч — найчастіше через епідемію грипу та тифу (в той час в Європі ще відчувались наслідки пандемії грипу, що отримала назву «Іспанка», від якої у світі загинуло близько 50-100 мільйонів людей).

## Критика
Завідувач відділом російського інституту слов'янознавства РАН Борис Носов, фахівець з історії російсько-польських відносин, стверджує, що ідея «Анти-Катині» «не має абсолютно ніякого майбутнього», оскільки «жодним чином не довести, що політика польської влади передбачала знищення військовополонених».
Польський історик Анджей Новак розглядає «Анти-Катинь», як спробу російських істориків і пропагандистів затьмарити пам'ять про злочини радянської системи проти поляків, створюючи уявні аналогії або навіть виправдання через втрати російських військ в польському поході Червоної армії 1920 року.